# جغدک سوندا
جغدک سوندا (نام علمی: Taenioptynx sylvaticus) جغد کوچکی از بورنئو و سوماترا است.
این گونه قبلاً به عنوان زیرگونه جغدک طوق‌دار (Taenioptynx brodiei) در نظر گرفته می‌شد. عمدتاً بر اساس تفاوت در صداگذاری به گونه‌ای جداگانه ارتقا یافت.  